# Thelidium
Thelidium A. Massal (sutkowiec) – rodzaj grzybów z rodziny brodawnicowatych (Verrucariaceae). Ze względu na współżycie z glonami zaliczany jest do grupy porostów.

## Systematyka i nazewnictwo
Pozycja w klasyfikacji według Index Fungorum: Verrucariaceae, Verrucariales, Chaetothyriomycetidae, Eurotiomycetes, Pezizomycotina, Ascomycota, Fungi.
Synonimy nazwy naukowej: Acrotellomyces Cif. & Tomas.,
Acrotellum Tomas. & Cif.,
Bottariomyces Cif. & Tomas.,
Bunodea A. Massal.,
Chrooicia Trevis.,
Clypeosphaeria subgen. Starbaeckiella Sacc. & P. Syd.,
Coenicia Trevis.,
Coenoicia Trevis.,
Involucrothele Servít,
Melanotheca Fée,
Mycopyrenula Vain.,
Papulare Tomas. & Cif.,
Papulariomyces Cif. & Tomas.,
Paraphysothele Zschacke,
Parathelium Nyl.,
Parmentaria Fée,
Parmentariomyces Cif. & Tomas.,
Parmentieria Trevis.,
Phragmothele Clem.,
Pleamphisphaeria Höhn.,
Pleurotheliopsis Zahlbr.,
Pleurothelium Müll. Arg.,
Pyrenastromyces Cif. & Tomas.,
Pyrenophoromyces Cif. & Tomas.,
Pyrenophorum Tomas. & Cif.,
Pyrenula Ach., K.
Starbaeckiella (Sacc. & P. Syd.) Syd. & P. Syd.,
Thelidiomyces Cif. & Tomas.,
Titanella Syd. & P. Syd..
Nazwa polska według W. Fałtynowicza.

## Gatunki występujące w Polsce
- Thelidium aphanes J. Lahm 1884[4] – sutkowiec skryty
- Thelidium aquaticum Servít 1953[4] – sutkowiec wodny
- Thelidium athallinum Servít 1946[4] – sutkowiec bezplechowy, okrywnica bezplechowa
- Thelidium decipiens (Hepp) Kremp. 1861 – sutkowiec zwodniczy
- Thelidium dionantense (Hue) Zahlbr. 1921[4] – sutkowiec dionancki
- Thelidium fumidum (Nyl.) Hazsl. 1884 – sutkowiec czarniawy, okrywnica czarniawa
- Thelidium gisleri (Müll. Arg.) Zahlbr. 1921[4] – sutkowiec Gislera, okrywnica szara
- Thelidium impressum (Müll. Arg.) Zschacke 1920 – sutkowiec plamkowy
- Thelidium incavatum Nyl. ex Mudd 1861 – sutkowiec wydrążony
- Thelidium lahmianum Lojka ex Zschacke 1920[4] – sutkowiec Lahma, okrywnica Lahma
- Thelidium methorium (Nyl.) Hellb. – sutkowiec miedziany, okrywnica miedziana[5]
- Thelidium minimum (A. Massal. ex Körb.) Arnold 1871 – sutkowiec drobny, okrywnica drobna
- Thelidium minutulum Körb. 1863 – sutkowiec wierzchołkowy, s. marglowy, okrywnica marglowa
- Thelidium papulare (Fr.) Arnold 1885[4] – sutkowiec pęcherzykowaty, komornica pęcherzykowata
- Thelidium pyrenophorum (Ach.) Körb. 1855 – sutkowiec okazały, okrywnica okazała
- Thelidium scrobiculare (Garov.) Arnold 1885[4] – sutkowiec dziobaty
- Thelidium subabsconditum Eitner 1911[4] – sutkowiec niebieskawy
- Thelidium velutinum (Bernh.) Körb. 1863[4] – sutkowiec aksamitny
- Thelidium zahlbruckneri Servít 1953[4] – sutkowiec Zahlbrucknera
- Thelidium zwackhii (Hepp) A. Massal. 1855 – sutkowiec Zwackha

Nazwy naukowe na podstawie Index Fungorum. Nazwy polskie i wykaz gatunków według W. Fałtynowicza.